# Relações entre Brasil e União Soviética
As relações entre Brasil e a União Soviética (URSS) foram marcadas por períodos de aproximação e distanciamento, refletindo as dinâmicas da política internacional e os interesses estratégicos de ambos os países ao longo do século XX.

## História

### Visão geral
As relações entre o Brasil e a União Soviética passaram por diversas oscilações ao longo do conturbado século XX, influenciadas por fatores ideológicos, estratégicos e geopolíticos. Imediatamente após a Revolução Bolchevique de 1917, o Brasil decidiu romper relações diplomáticas com o novo governo soviético, alinhando-se com a posição adotada por outras nações ocidentais.
- 1917–1945: Durante esse período, o Brasil não manteve relações oficiais com a União Soviética, refletindo o isolamento diplomático imposto ao regime comunista recém-estabelecido.
- 1945–1947: Com o fim da Segunda Guerra Mundial e a participação do Brasil nos Aliados, iniciaram-se contatos diplomáticos com a URSS, marcando uma breve reaproximação.
- 1947–1959: O governo do presidente Eurico Gaspar Dutra decidiu romper novamente as relações com os soviéticos, em meio ao contexto da Guerra Fria e ao fortalecimento do Partido Comunista Brasileiro (PCB) no cenário político nacional.
- 1959–1961: O governo de Juscelino Kubitschek iniciou um processo de reaproximação com a União Soviética, que foi aprofundado por Jânio Quadros no contexto da Política Externa Independente e culminou na normalização das relações diplomáticas durante a presidência de João Goulart.
- 1961–1991: O Brasil manteve relações diplomáticas contínuas com a União Soviética. Mesmo sob o regime militar, instaurado em 1964, foi preservada a política de aproximação com Moscou, iniciada por Goulart, baseada em interesses comerciais e estratégicos.

### Início
Após a Revolução de Outubro de 1917, as relações diplomáticas entre o Brasil e a recém-formada União Soviética foram suspensas por mais de duas décadas. O clima de desconfiança marcou os contatos entre os dois países, motivado principalmente pelo temor, por parte das autoridades brasileiras, de que a ideologia comunista pudesse ser disseminada no país — o que ficou conhecido como o receio da "exportação da revolução". No Brasil, especialmente até o início da década de 1980, vigorava uma forte censura estatal. Obras de cunho marxista ou com teor revolucionário, quando encontradas em prisões ou apreensões, eram frequentemente classificadas como "instrumentos de crime político", refletindo o ambiente de repressão ideológica da época. 

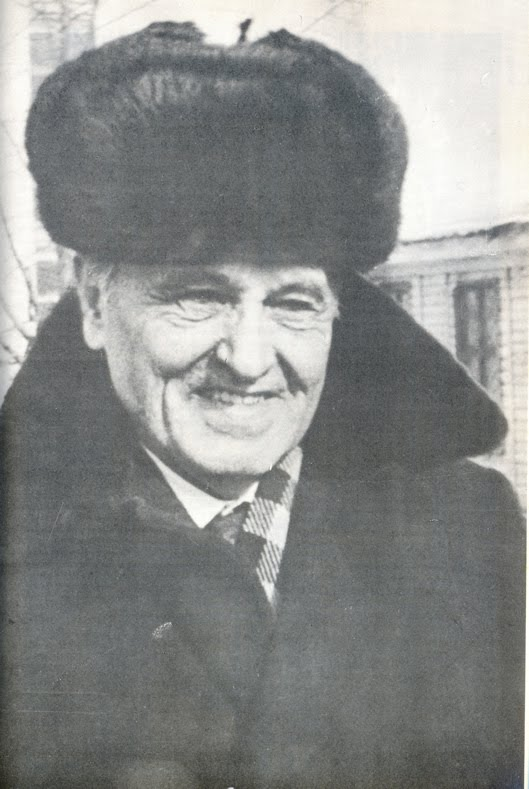
Luís Carlos Prestes no exílio na União Soviética em meados da década de 1970

Após a tentativa de revolução comunista em 1935, liderada pela Aliança Nacional Libertadora (ANL), o governo brasileiro intensificou a censura. Durante esse período, todos os livros em línguas estrangeiras passaram a ser inspecionados, e aqueles considerados subversivos eram confiscados e, em muitos casos, queimados. Em 1937, por exemplo, foi emitido um comunicado oficial alertando gráficas, editoras e livrarias de que seriam punidas com a apreensão de seus lucros caso comercializassem obras de autores como Karl Marx, Vladimir Lenin, Josef Stalin, Leon Trótski e outros escritores russos classificados como proibidos. 
Apesar das restrições ideológicas, alguns contatos bilaterais foram mantidos, sobretudo por meio da sociedade anônima soviética Yuzhamtorg, com sede em Buenos Aires, responsável por mediar limitadas trocas comerciais entre o Brasil e a União Soviética. No campo cultural e científico, destacou-se a visita ao Brasil, em 1933, do renomado botânico e geneticista soviético Nikolai Vavilov, que realizou importantes estudos sobre a flora local. 

### Segunda Guerra Mundial
Após tornar-se aliado da União Soviética durante a Segunda Guerra Mundial, o Brasil propôs o restabelecimento das relações diplomáticas com Moscou, o que se concretizou em 2 de abril de 1945.

### Guerra Fria

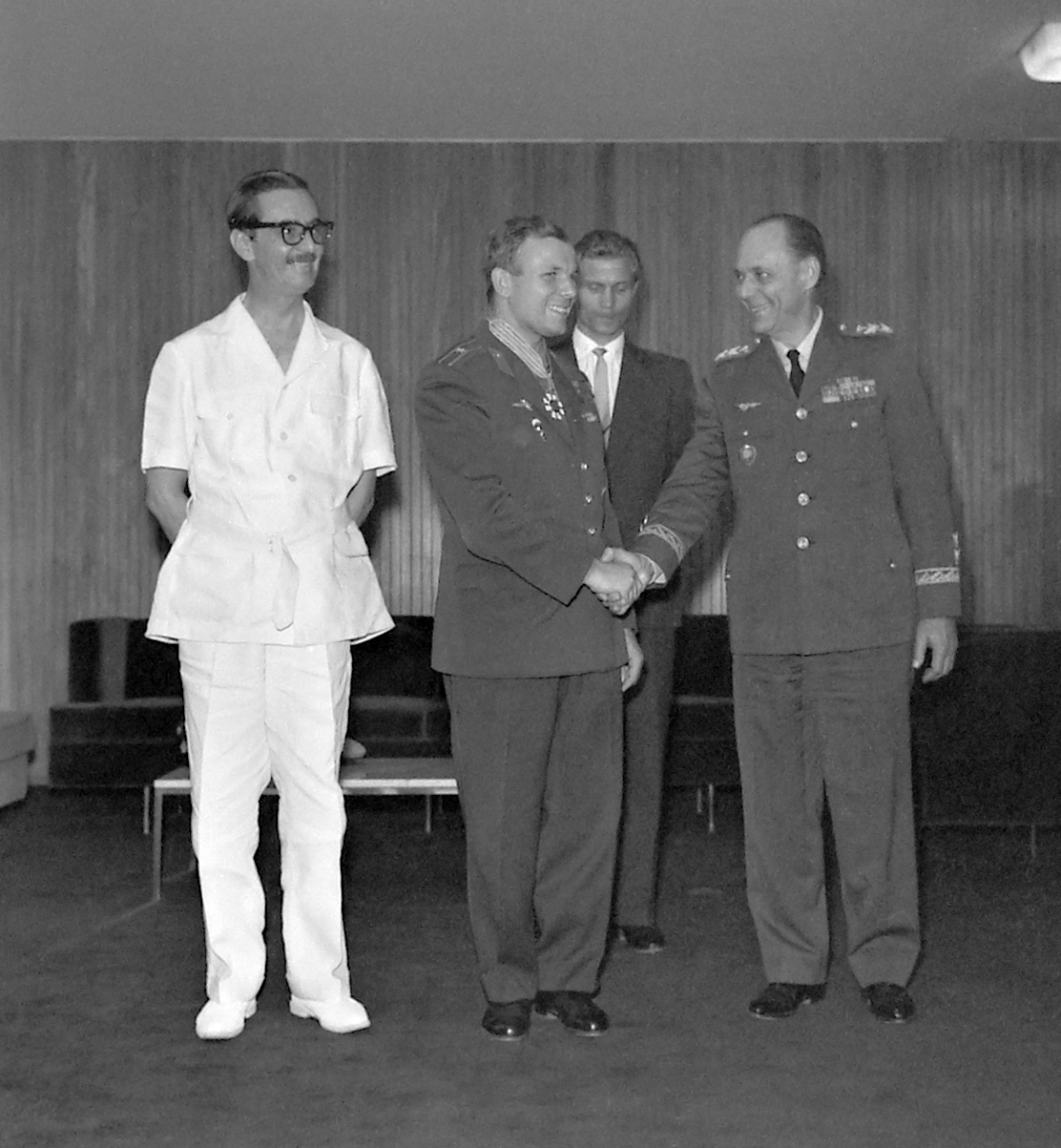
Jânio Quadros, Presidente do Brasil, condecora Iuri Gagarin, 1961

Com o início da Guerra Fria, o Brasil adotou uma postura cautelosa e distanciada em relação à URSS, alinhando-se, em grande medida, à orientação dos países ocidentais. Em 1947, o Brasil rompeu relações diplomáticas com a URSS, após um incidente envolvendo a prisão de um diplomata brasileiro em Moscou.  Durante o governo de Eurico Gaspar Dutra, as relações diplomáticas foram novamente rompidas, permanecendo suspensas até 1961. 
As relações foram restabelecidas em novembro de 1961, durante o governo de João Goulart, como parte da Política Externa Independente, que buscava diversificar as parcerias internacionais do Brasil.  O retorno dos contatos oficiais foi estrategicamente agendado para coincidir com a visita ao Brasil do cosmonauta soviético Iuri Gagarin, em 1961. Na ocasião, Gagarin entregou ao presidente brasileiro Jânio Quadros uma mensagem oficial do Soviete Supremo da URSS, simbolizando a retomada das relações bilaterais. 
Durante os anos seguintes, as interações entre Brasil e União Soviética mantiveram-se majoritariamente no âmbito comercial e técnico, com acordos de cooperação em setores de importância secundária. Ainda assim, o volume do comércio bilateral atingiu níveis relevantes: em 1983, o intercâmbio totalizou cerca de 835 milhões de dólares. Contudo, com o avanço da perestroika e as reformas internas soviéticas, o comércio sofreu uma queda acentuada, passando de 468 milhões de rublos em 1984 para 267 milhões de rublos em 1986. 

### Relações durante a Guerra Fria

#### Décadas de 1960 e 1970
Durante a Guerra Fria, as relações entre Brasil e URSS foram influenciadas por fatores ideológicos e pragmáticos. Apesar das diferenças políticas, houve cooperação em áreas como comércio e cultura. Nos anos 1970, o governo militar brasileiro adotou uma política externa mais pragmática, reconhecendo o peso da URSS no cenário internacional e buscando aproximação econômica. Firmaram-se convênios de cooperação em 1970 e de navegação marítima em 1972, enquanto aumentavam as relações comerciais e o Brasil iniciava importações de petróleo da URSS. Em março de 1975, foi assinado um convênio comercial, e o intercâmbio total entre os países alcançou 440 milhões de dólares em 1976. 

#### Década de 1980
Na década de 1980, a política externa brasileira continuou procurando afirmar maior independência. O Brasil não aderiu ao embargo norte-americano nem ao boicote dos Jogos Olímpicos de Moscou, imposto à URSS por causa da invasão do Afeganistão. Embora essa decisão assinalasse uma mudança de posição, as consequências foram mais simbólicas, pois o comércio bilateral não alcançava a relevância que tinha para outros sócios latino-americanos da URSS, como a Argentina. 
No plano econômico, o Brasil exportava soja e importava petróleo da URSS. Em 1981, foi concluído um acordo pelo qual o Brasil exportava 600.000 toneladas de soja e importava 30.000 barris de petróleo diários. O comércio bilateral alcançou 640 milhões de dólares. 
Projetos conjuntos na área energética também se destacaram, como a construção da represa de Capanda, em Angola, em parceria entre a empresa soviética Technopromexport e a brasileira Odebrecht. Além disso, houve acordos para aplicar avanços em eletrônica, robótica e biotecnologia, e cooperação entre a empresa soviética Tiazhpromexport e a estatal brasileira Vale do Rio Doce para instalar uma indústria produtora de ferro e manganês e para a irrigação de Pontal no Brasil. 
Em 1987, durante a visita do chanceler soviético Eduard Shevardnadze a Brasília, foi emitido um comunicado conjunto brasileiro-soviético, o primeiro documento político bilateral após 26 anos de relações diplomáticas ininterruptas. Foram assinados o Programa de Longo Prazo de Cooperação Econômica, Comercial, Científica e Tecnológica, que entrou em vigor em outubro de 1988, e o Acordo de Cooperação Cultural. 

## Cooperação multilateral
No âmbito multilateral, Brasil e URSS participaram de fóruns internacionais como a Organização das Nações Unidas (ONU), onde frequentemente adotaram posições convergentes em temas como desarmamento e desenvolvimento econômico. Ambos os países também colaboraram em iniciativas de cooperação Sul-Sul, buscando fortalecer a voz dos países em desenvolvimento no cenário global. 

## Reconhecimento da Federação Russa
Após o colapso da URSS em 1991, o Brasil foi um dos primeiros países a reconhecer a Federação Russa como seu sucessor legal. Desde então, as relações bilaterais têm se aprofundado, com a assinatura de acordos de cooperação e a realização de visitas de alto nível entre os dois países. 